# الجامعة التونسية لكرة السلة
الجامعة التونسية لكرة السلة (بالفرنسية: Fédération tunisienne de basket-ball) تأسست عام 1955 باسم الرابطة التونسية لكرة السلة (بالفرنسية: Ligue tunisienne de basket-ball)، وتم الإعلان الرسمي لتأسيسها في 28 أكتوبر 1960 باسم الجامعة التونسية لكرة السلة.

## الدور
تتولى الجامعة التونسية لكرة السلة المهام التالية:
- التطوير والتعليم من خلال الأنشطة البدنية والرياضية
- تمكين الجميع من ممارسة الأنشطة البدنية والرياضية
- تكوين وتطوير المسيرين والمكونين والمدربين الفيدراليين
- تنظيم الدورات التكوينية في مجال التحكيم وخاصة للشباب
- إحترام القواعد الفنية وقواعد السلامة والتأطير
- إصدار السندات الفيدرالية
- تنظيم المراقبة الطبية لأصحاب الإجازات الفنية
- تطوير ممارسة كرة السلة
- تمثيل الرياضيين في الهيئات الدولية.

### وسائل عمل الجامعة
- تنظيم المسابقات بجميع أنواعها بين الجمعيات الرياضية واللجان الوطنية والرابطات الجهوية
- تنظيم التظاهرات على المستوى الجهوي والوطني والقاري والدولي
- تنظيم الأنشطة المفتوحة لغير أصحاب الإجازات الفنية
- إنشاء هياكل إستشارية بين مختلف الرابطات الجهوية
- إصدار نشرة رسمية وأي مجلة تتناول كرة السلة
- نشر وتوزيع جميع الوثائق اللوائح المتعلقة بممارسة كرة السلة
- عقد الإجتماعات الدورية وتنظيم الدورات والمؤتمرات والتربصات والإختبارات
- المساعدة المعنوية والمادية لأعضائها.

## الإدارة
- الرئيس: علي البنزرتي
- نائب الرئيس: لمياء بن عمار بن حاج سلامة
- أمين الصندوق العام: عبد الستار سهلي
- الامين العام الدائم: نور الدين لعجيمي
- رئيس لجنة الرعاية والتسويق: أنوجار جبير
- رئيس جمعية ترقية كرة السلة للرجال: ياسين عطالله
- رئيس لجنة النهوض بكرة السلة للسيدات: لمياء بن عمار بن حاج سلامة
- رئيس هيئة التراخيص والتأهيل: محمد حرز الله
- رئيس هيئة المسابقات: للأسعد بورقيبة
- رئيس لجنة الحكام: عبد الستار السهلي
- رئيس اللجنة الطبية: مد حبيب دغفوس
- رئيس مفوضية الاتحادات: منى قروي دنكيزلي
- رئيس اللجنة التأديبية: ريم لانجر منور
- رئيس اللجنة القانونية والاستئنافية: سفيان الجريبي
- رئيس منتخبات الشباب الوطنية: أنيس كلوز
- المدير الفني الوطني: محمد التومي

## الرؤساء
| الفترة    | الرئيس           |
| --------- | ---------------- |
| 1955–1956 | أنطوان أوليفياري |
| 1956–1958 | حسين حروش        |
| 1958–1959 | محمد محرزي       |
| 1959–1962 | محمد صالح        |
| 1962–1963 | عبد اللطيف راصع  |
| 1963–1965 | حسين حروش        |
| 1965–1971 | مرشد بن علي      |
| 1971–1972 | حسين حروش        |
| 1972–1975 | عبد الجاود مزوغي |

| الفترة    | الرئيس             |
| --------- | ------------------ |
| 1975–1977 | مرشد بن علي        |
| 1977–1980 | محمد بودمغة        |
| 1980–1982 | أحمد مجبور         |
| 1982–1991 | عبد الرؤوف منجور   |
| 1991–1993 | مصطفى كامل الفورتي |
| 1993–1995 | عبد الرؤوف منجور   |
| 1995–1998 | رفيق داي دالي      |
| 1998–2005 | محمد بدوي          |
| 2006–الآن | علي البنزرتي       |

## البطولات المنظمة

### بطولات الرجال
- بطولة تونس لكرة السلة للرجال
- بطولة تونس لكرة السلة للرجال الدرجة الثانية
- كأس تونس لكرة السلة للرجال
- كأس السوبر التونسي لكرة السلة للرجال
- كأس الجامعة التونسية لكرة السلة

### بطولات السيدات
- بطولة تونس لكرة السلة للسيدات
- بطولة تونس لكرة السلة للسيدات الدرجة الثانية
- كأس تونس لكرة السلة للسيدات
- كأس السوبر التونسي لكرة السلة للسيدات

## المنتخبات

### منتخبات الرجال
- منتخب تونس لكرة السلة
- منتخب تونس لكرة السلة للمحليين
- منتخب تونس تحت 20 سنة لكرة السلة
- منتخب تونس تحت 19 سنة لكرة السلة
- منتخب تونس تحت 17 سنة لكرة السلة
- منتخب تونس لكرة السلة 3x3
- منتخب تونس تحت 23 سنة لكرة السلة 3x3
- منتخب تونس تحت 18 سنة لكرة السلة 3x3

### منتخبات السيدات
- منتخب تونس لكرة السلة للسيدات
- منتخب تونس تحت 20 سنة لكرة السلة للسيدات
- منتخب تونس تحت 19 سنة لكرة السلة للسيدات
- منتخب تونس تحت 17 سنة لكرة السلة للسيدات
- منتخب تونس لكرة السلة 3x3 للسيدات
- منتخب تونس تحت 23 سنة لكرة السلة 3x3 للسيدات
- منتخب تونس تحت 18 سنة لكرة السلة 3x3 للسيدات

## شعارات

شعار قديم
شعار قديم
الشعار الحالي

### وصلات خارجية
- الموقع الرسمي للجامعة التونسية لكرة السلة.